# Орешец (област Смолян)
Вижте пояснителната страница за други значения на Орешец.
Орешец е село в Южна България. То се намира в Община Смолян, област Смолян.

## География
Село Орешец се намира в планински район.

## История
С указ №263 (обн. ДВ, бр. 84 от 26 септември 2008 г.) на президента Георги Първанов село Орешица е преименувано на Орешец.